# 大村武則
大村 武則（おおむら たけのり、1965年6月4日 - ）は、ラグビーアパレルブランドBLKの日本国内正規輸入代理元、株式会社WRS JAPANの代表取締役を務める。
京都府宇治市出身。高校、大学とラグビー部に所属、現役時代のポジションはウイング (WTB)。大学在学中に単身ニュージーランドへラグビー留学。カンタベリー州を拠点とするニューブライトンラグビーフットボールクラブに所属し、当時ニュージーランド最高レベルのシニアAリーグでレギュラーとしてプレーした。帰国後、頸椎の怪我と脳震盪の後遺症から社会人チームでのプレーを断念、神戸のクラブチーム、六甲クラブでプレーした。
その後、トレーナーを志望し明治東洋医学院鍼灸学科に入学し、鍼灸師免許を取得。京都府城陽市の合谷接骨院を経て、1995年から2005年まで、ヤマハ発動機ジュビロ(現 静岡ブルーレヴズ)に所属。当時の日本のラグビー界では少なかったメディカルトレーナーとして入団、チームマネージャーとして勤めた2005年を含め11年間在籍。ジュビロ所属中には、７人制ラグビー日本代表、７人制ラグビーニュージーランド代表、７人制ラグビーフィージー代表のワールドツアー等に帯同し、インターナショナルの場における経験を多く積んだ。2005年から2009年の5年間は、セコムラガッツでチームディレクターを務める。
2009年から2022年まで、公益財団法人日本ラグビーフットボール協会に所属し、ラグビーW杯３大会にかけて15人制日本代表のチームマネージャーを歴任。2011年には、ジョン・カーワンヘッドコーチの下ニュージーランド大会に出場。2015年イングランド大会ではエディー・ジョーンズヘッドコーチの下、ブライトンの奇跡と呼ばれる南アフリカ代表を破った代表チームマネージャーとして、チームの進化と躍進に貢献。2019年日本大会ではジェイミー・ジョセフ日本代表ヘッドコーチの下、日本代表チーム歴史上最高位であるベスト８に貢献。
2022年にはブライトンの奇跡を映画化した「ブライトン・ミラクル」に15人制ラグビー日本代表マネージャー(本人)役で出演。ニュージーランド出身でスターウォーズ、マンダロリアンシリーズのボバ•フェット役も演じた俳優、テムエラ•モリソンらと共演。
20223年に株式会社WRS JAPANの代表取締役に就任。
2025年に初の著書となる「ONE TEAM の真実　ラグビー日本代表を世界に押し上げたマネジメント力」を大和書房より出版。
通称『JR』。

## 経歴
- 1981年　京都府立城南高等学校入学
- 1984年　大阪体育大学入学
- 1991年　明治東洋医学院鍼灸学科入学
- 1984年　合谷接骨院就職
- 1995年　メディカルトレーナー、ヤマハ発動機ジュビロ
- 1997年　トレーナー、7人制ニュージーランド代表合宿帯同
- 1997年　トレーナー、7人制ニュージーランド代表香港ツアー帯同
- 1999年　トレーナー、7人制日本代表
- 1999年　トレーナー、7人制U19ニュージーランド代表合宿帯同
- 2000年　トレーナー、7人制日本代表
- 2000年　リエゾンオフィサー、ニュージーランド代表日本遠征
- 2001年　トレーナー、7人制日本代表、7人制ラグビーW杯アルゼンチン大会帯同
- 2001年　トレーナー、パシフィックバーバリアンズ
- 2002年　トレーナー、7人制フィジー代表
- 2003年　トレーナー、7人制フィジー代表
- 2004年　チームマネージャー、ヤマハ発動機ジュビロ
- 2005年　チームディレクター、セコムラガッツ[4]
- 2006年　テレビドラマ、サプリにエキストラとして出演
- 2008年　株式会社WRS JAPAN設立
- 2009年　リエゾン、U20世界ラグビー選手権　スコットランドU20代表
- 2009年–2022年　チームマネージャー、公益財団法人日本ラグビーフットボール協会
- 2016年　アドバイザー(派遣), Sunwolves, SuperRugby
- 2019年　映画「The Brighton Miracle」に出演
- 2023年　代表取締役、株式会社 WRS JAPAN

## 主な著書
• ONE TEAM の真実　ラグビー日本代表を世界に押し上げたマネジメント力 大和書房 (2025/5/14) ISBN 4479394508